# Goran Terzić
Goran Terzić (Sarajevo, 18 marzo 1978) è un ex cestista e allenatore di pallacanestro bosniaco.

## Carriera
Con la Bosnia ed Erzegovina ha disputato i Campionati europei del 2001.